# Micronisus gabar
Micronisus gabar là một loài chim trong họ Accipitridae.